# Charles Edmond Kayser
Charles Edmond Kayser (* 28. April 1882 in Paris; † 1965 ebenda) war ein französischer Maler, Grafiker und Zeichner.

## Leben und Werk
Kayser war der Sohn von Louis Kayser und dessen Frau Emma (geborene Marx). Er begann in jungem Alter zu zeichnen, Museen zu besuchen und den Geist alter Meister wie Lucas Cranach, Nicolas Poussin und Jean-Baptiste Camille Corot zu studieren, die er später im Zuge seiner Ausbildung auch kopierte.
Ab 1900 war er Schüler von Eugène Carrière, blieb aber dennoch weitgehend Autodidakt. Er arbeitete mehrere Jahre in einem Atelier mit seinen Freunden Henri Léopold Lévy, Robert Linaret und Henri Vergé-Sarrat. Bald schon stellten sie, zusammen oder getrennt, in der Galerie Barbazanges und bei Berthe Weill aus. Roger Marx schrieb über sie: „Was auf den ersten Blick auffällt, ist die natürliche Kraft: tief berührt fühlt man die Empfindlichkeit dieser Bilder, die auf der anderen Seite nur so vor Kraft strotzen.“ Er leistete ab 1902 seinen Militärdienst im 12. Infanterieregiment und wurde am 1. Oktober 1906 als Reservist entlassen.
Im Ersten Weltkrieg diente Kayser zunächst als Sanitäter, später im kartographischen Dienst. In Zeichnungen und Porträts von Verwundeten hielt er die Schrecken und das Leid des Krieges fest.
1928 lernte Kayser seine spätere Frau, die belgische Malerin und Dichterin Mercedes Legrand kennen.
Kayser lehrte bis zu deren Schließung im Jahre 1935 an der Académie Scandinave Malerei. Im Jahr 1938 wurde Kayser zum Direktor des Musée national Adrien Dubouché und der École nationale d’art décoratif in Limoges ernannt. Seine Arbeit wurde mit den Wirren des Zweiten Weltkrieges beendet: entlassen, weil Jude, verließ er Limoges im Jahr 1941 mit seiner Familie in die Zone Sud (→Vichy-Regime) nach Avignon. Im Jahr 1946, nach dem Tod seiner Frau, kehrte er nach Paris zurück. Er begann wieder zu malen und erhielt im Jahr 1949 den Prix Eugène Carrière.
Die Motive seiner Radierungen entnahm Kayser oft den nordfranzösischen Landschaften und den malerischen Stadtvierteln von Alt-Paris, deren Schönheiten er mit subtiler Nadel in einer konservativen, liebevoll das Topographische betonenden Art nachging. Zahlreiche von Kritikern gelobte Ausstellungen in Frankreich und im Ausland begleiteten die künstlerische Laufbahn Kaysers. Immer offen und neugierig, blieb Kayser unabhängig von Modeerscheinungen. In den letzten Jahren seines Lebens drückte sich sein Œuvre immer abstrakter, innovativer, oft in imaginär-fantastischen und farbenfrohen Landschaften aus.
Edmond Kayser starb 1965 mit dem Pinsel in der Hand vor seiner Staffelei in seinem Pariser Atelier in der Rue Saint-André des Arts (6. Arrondissement)